# Usina Hidrelétrica Rio dos Patos
A U.H. Rio dos Patos é uma usina hidrelétrica (U.H.) localizada no Rio Paraná. É operada pela Copel.
Em 13 de maio de 2014, a ANEEL definiu a potência média de produção da hidrelétrica em 1,02 MWmed.